# Ashia Hansen
Ashia Hansen (Evansville, 5 dicembre 1971) è un'ex triplista britannica, di padre ghanese.

## Biografia
Ha fatto parte del Birchfield Harriers Athletics Club di Birmingham, insieme ad altre importanti atleti britannici: Denise Lewis, Kelly Sotherton, Mark Lewis-Francis e Katharine Merry.
Ha rappresentato la Gran Bretagna in numerose competizioni internazionali, raccogliendo, tra le altre cose, un oro ai Giochi del Commonwealth e due campionati mondiali indoor. Ha partecipato alle Olimpiadi di Atlanta del 1996, dove si è classificata quinta, e alle Olimpiadi di Sydney del 2000.
Nel 1998 vince l'europeo indoor con un salto da record del mondo: 15,16 metri. Questo primato le verrà strappato da Tatyana Lebedeva ma resta tuttora record britannico. Detiene anche il primato britannico all'aperto.
Nel 2003 è stata insignita dell'Ordine dell'Impero Britannico.